# Campeonato da Europa de Atletismo de 2014 - Lançamento de dardo feminino
A prova do lançamento de dardo feminino do Campeonato da Europa de Atletismo de 2014 foi disputada entre os dias 12 e 14 de agosto de 2014 no Estádio Letzigrund em Zurique, na Suíça. 

## Recordes
Antes desta competição, os recordes mundiais e do campeonato nesta prova eram os seguintes:
|                       | Nome              | Nacionalidade | Distância | Local     | Data                   |
| --------------------- | ----------------- | ------------- | --------- | --------- | ---------------------- |
| Recorde mundial       | Barbora Špotáková | Chéquia       | 72m 28cm  | Estugarda | 13 de setembro de 2008 |
| Recorde do campeonato | Mirela Manjani    | Grécia        | 67m 47cm  | Munique   | 8 de agosto de 2002    |
| Recorde europeu       | Barbora Špotáková | Chéquia       | 72m 28cm  | Estugarda | 13 de setembro de 2008 |

## Medalhistas
| Ouro                    | Prata                | Bronze            |
| Barbora Špotáková (CZE) | Tatjana Jelača (SRB) | Linda Stahl (GER) |

## Cronograma
Todos os horários são locais (UTC+2).
| Data         | Hora  | Evento       |
| ------------ | ----- | ------------ |
| 12 de agosto | 10:50 | Qualificação |
| 14 de agosto | 20:40 | Final        |

## Resultados

### Qualificação
Qualificação: Desempenho de 57.50 m (Q) ou os 12 melhores qualificados (q).
| Posição | Grupo | Atleta                | Nacionalidade | #1    | #2    | #3    | Resultados | Notas |
| ------- | ----- | --------------------- | ------------- | ----- | ----- | ----- | ---------- | ----- |
| 1       | B     | Martina Ratej         | Eslovênia     | 61.87 |       |       | 61.87      | Q     |
| 2       | B     | Christin Hussong      | Alemanha      | 57.47 | 61.13 |       | 61.13      | Q     |
| 3       | A     | Tatjana Jelača        | Sérvia        | 60.26 |       |       | 60.26      | Q     |
| 4       | A     | Barbora Špotáková     | Chéquia       | 59.99 |       |       | 59.99      | Q     |
| 5       | A     | Tatsiana Khaladovich  | Bielorrússia  | 56.29 | 54.60 | 59.51 | 59.51      | Q     |
| 6       | A     | Sinta Ozoliņa-Kovala  | Letônia       | 59.47 |       |       | 59.47      | Q     |
| 7       | B     | Linda Stahl           | Alemanha      | 59.42 |       |       | 59.42      | Q     |
| 8       | A     | Katharina Molitor     | Alemanha      | 56.61 | 57.05 | 58.24 | 58.24      | Q     |
| 9       | B     | Goldie Sayers         | Grã-Bretanha  | 58.07 |       |       | 58.07      | Q     |
| 10      | B     | Madara Palameika      | Letônia       | 57.86 |       |       | 57.86      | Q     |
| 11      | B     | Mercedes Chilla       | Espanha       | 57.82 |       |       | 57.82      | Q     |
| 12      | B     | Sofi Flink            | Suécia        | 57.21 | 55.21 | 57.53 | 57.53      | Q     |
| 13      | B     | Ásdís Hjálmsdóttir    | Islândia      | 55.81 | 56.36 | 54.44 | 56.36      |       |
| 14      | B     | Petra Andrejsková     | Chéquia       | 53.23 | 56.10 | 55.43 | 56.10      |       |
| 15      | A     | Indrė Jakubaitytė     | Lituânia      | 54.86 | 53.37 | 52.57 | 54.86      |       |
| 16      | B     | Marie-Therese Obst    | Noruega       | 54.59 | 52.42 | x     | 54.59      |       |
| 17      | A     | Elisabeth Eberl       | Áustria       | 52.92 | 51.19 | 54.41 | 54.41      |       |
| 18      | A     | Hanna Hatsko-Fedusova | Ucrânia       | 53.81 | x     | x     | 53.81      |       |
| 19      | B     | Līna Mūze             | Letônia       | 53.42 | 53.11 | x     | 53.42      |       |
| 20      | A     | Nikola Ogrodníková    | Chéquia       | x     | x     | 53.15 | 53.15      |       |
| 21      | A     | Sara Kolak            | Croácia       | x     | 52.51 | 51.84 | 52.51      |       |
| 22      | A     | Oona Sormunen         | Finlândia     | 51.46 | x     | x     | 51.46      |       |

### Final
| Posição           | Atleta               | Nacionalidade | #1    | #2    | #3    | #4    | #5    | #6    | Resultados | Notas            |
| ----------------- | -------------------- | ------------- | ----- | ----- | ----- | ----- | ----- | ----- | ---------- | ---------------- |
| Medalha de ouro   | Barbora Špotáková    | Chéquia       | 62.86 | 59.67 | 58.83 | 57.24 | 64.41 | 61.59 | 64.41      |                  |
| Medalha de prata  | Tatjana Jelača       | Sérvia        | 60.98 | 60.51 | 62.31 | 60.25 | 64.21 | 60.30 | 64.21      | Recorde nacional |
| Medalha de bronze | Linda Stahl          | Alemanha      | 63.91 | 60.09 | 62.70 | 63.06 | 61.61 | x     | 63.91      |                  |
| 4                 | Madara Palameika     | Letônia       | 60.33 | 62.04 | x     | x     | x     | 60.31 | 62.04      |                  |
| 5                 | Tatsiana Khaladovich | Bielorrússia  | 59.60 | 56.64 | 60.91 | x     | 61.41 | 61.66 | 61.66      |                  |
| 6                 | Martina Ratej        | Eslovênia     | 58.00 | 61.58 | 60.78 | 59.45 | 61.58 | 56.84 | 61.58      |                  |
| 7                 | Christin Hussong     | Alemanha      | 59.05 | 55.96 | 59.02 | 59.29 | 57.49 | 59.08 | 59.29      |                  |
| 8                 | Goldie Sayers        | Grã-Bretanha  | 55.81 | x     | 58.33 | x     | x     | x     | 58.33      |                  |
| 9                 | Katharina Molitor    | Alemanha      | 50.65 | 58.00 | 56.04 |       |       |       | 58.00      |                  |
| 10                | Mercedes Chilla      | Espanha       | 57.91 | 52.66 | 54.23 |       |       |       | 57.91      |                  |
| 11                | Sinta Ozoliņa-Kovala | Letônia       | 57.82 | x     | x     |       |       |       | 57.82      |                  |
| 12                | Sofi Flink           | Suécia        | 56.68 | 54.23 | 54.66 |       |       |       | 56.68      |                  |

Legenda
| Recorde mundial       | Recorde mundial (World record)               |                       | Recorde africano                      | Recorde africano (African) |                                           | Q | Classificado por posição (Qualified) |
| Recorde do campeonato | Recorde do campeonato (Championship record)  | Recorde da América    | Recorde da América (Americas)         | q                          | Classificado por melhor tempo (Qualified) |   |                                      |
| Melhor marca do ano   | Melhor marca do ano (World leading)          | Recorde asiático      | Recorde asiático (Asian)              | DNS                        | Não largou (Did not start)                |   |                                      |
| Recorde nacional      | Recorde nacional (National record)           | Recorde europeu       | Recorde europeu (European)            | DNF                        | Não terminou (Did not finish)             |   |                                      |
| Recorde pessoal       | Recorde pessoal do atleta (Personal best)    | Recorde da Oceania    | Recorde da Oceania (Oceania)          | DSQ / DQ                   | Desclassificado (Disqualified)            |   |                                      |
| Recorde da temporada  | Recorde da temporada do atleta (Season best) | Recorde sul-americano | Recorde sul-americano (South America) | NM                         | Sem marca (No mark)                       |   |                                      |